# Automeris chacona
Automeris chacona é uma espécie de mariposa do gênero Automeris, da família Saturniidae.
Sua ocorrência foi registrada na Bolívia, México e Peru.

## Subespécies
Possui duas subespécies:
- A. c. chacona
- A. c. cochabambae